# Abutilon australe
Abutilon australe là một loài thực vật có hoa trong họ Cẩm quỳ. Loài này được C.Presl ex Garcke mô tả khoa học đầu tiên năm 1861.